# Registro de propiedad intelectual
El registro de propiedad intelectual es un medio de protección e información de los derechos de autor.
La propiedad intelectual de las obras literarias y artísticas corresponde a los autores por el solo hecho de su creación. Por esta razón la inscripción en un registro de propiedad intelectual es voluntaria ya que no se necesita para constituir los derechos de autoría, que el autor tiene per se. Sin embargo al registrar se consolida una prueba para su defensa en posibles conflictos acerca de la paternidad de la obra, porque en las demandas por usurpación de autoría o plagio es determinante para el autor demostrar que otras obras idénticas o similares son posteriores a la suya.
Asimismo conviene registrar junto con la obra la declaración de los derechos que el autor libera o se reserva, para informar de los posibles usos lícitos, así como para determinar aquellos que no lo sean.

## Ventajas del registro de las obras y sus derechos
Dos son los valores clave que aporta la inscripción de obras en un registro de propiedad intelectual:

### Protección
El registro constituye una prueba de autoría basada en el principio jurídico prior tempore potior iure. Por esta razón conviene realizar el registro antes de comunicar a terceros o hacer pública la obra, para disponer así de la mejor prueba en tiempo.

### Información
En algunos registros las inscripciones son públicas, mientras que en otros los registrantes determinan el carácter público o privado de las mismas. La publicación de las inscripciones permite ponerlas en conocimiento de terceros, de forma que resulta útil para prevenir el plagio, comunicar derechos de autoría, coautoría, reserva o liberación de derechos, información curricular del autor, etc.

## Métodos de protección empleados por los registros de propiedad intelectual
Dos son los métodos empleados por los diferentes registros de propiedad intelectual para garantizar la integridad y fecha de las informaciones inscritas.

### Autoridad administrativa
Muchos países tienen registros de propiedad intelectual dependientes de la Administración. En estos la inalterabilidad de la información y la garantía de la fecha de inscripción está avalada por la autoridad que el marco legal del país concede a su Administración. Las inscripciones de estos registros son pruebas válidas en los tribunales de propio país y en los de aquellos con los que tenga tratados de reciprocidad.
Los registros dependientes de la Administración de un país, en su calidad de oficina de registro, además de constituir una prueba de presunción de autoría o de titularidad de derechos, ofrecen información de interés público, al proporcionar una fuente de estadísticas nacionales sobre la creatividad y la cultura. Los registros nacionales pueden constituir un repositorio de patrimonio cultural e histórico ya que representan colecciones de objetos de creatividad nacionales, en particular obras y otras contribuciones creativas.

### Tecnología empleada
La inalterabilidad de la información y la garantía de la fecha de inscripción se basa en las pruebas tecnológicas que generan a partir de la información inscrita, empleando tecnologías criptográficas y de sellado de tiempo. Este registro sirve de prueba en los tribunales, sin necesidad de validación administrativa o apostillamiento, al ser sus inscripciones pruebas de naturaleza tecnológca y no administrativa, basadas en un certificado de registro con firma digital. Globalmente, las empresas que ofrecen estos servicios se ocupan de obras protegidas por el derecho de autor y de obras con licencia de acceso abierto o en régimen de copyleft, pero no precisamente de las obras de dominio público, salvo las obras entregadas al dominio público por los propios autores. Entre las compañías o sitios Web especializados en etiquetado y registro de obras de licencia abierta se encuentran SafeCreative, establecida en España (colabora estrechamente con Creative Commons), Registered Commons, y Numly.

## Tipos de obras protegidas por el derecho de autor.
En términos generales el derecho de autor protege las expresiones creativas de la persona y aunque entre las diferentes legislaciones territoriales pueden establecer algunas diferencias entre el tipo de obras que abarca el derecho de autor, las habitualmente protegidas en todo el mundo son las siguientes:
- Obras literarias: libros, folletos y otros escritos.
- Conferencias, alocuciones, sermones.
- Obras dramáticas o dramático-musicales.
- Obras coreográficas y pantomimas.
- Composiciones musicales con o sin letra.
- Obras cinematográficas, a las cuales se asimilan las obras expresadas por procedimiento análogo a la cinematografía.
- Obras de dibujo, pintura, arquitectura, escultura, grabado, litografía.
- Obras fotográficas, a las cuales se asimilan las expresadas por procedimiento análogo a la fotografía.
- Obras de artes aplicadas; ilustraciones, mapas, planos, croquis y obras tridimensionales relativas a la geografía, la topografía, la arquitectura o las ciencias.
- Las traducciones, adaptaciones, arreglos musicales y demás transformaciones de una obra literaria o artística, sin perjuicio de los derechos de los autores de las obras originales.
- Las colecciones de obras literarias o artísticas tales como las enciclopedias y antologías que, por la selección y la disposición de las materias, constituyan creaciones intelectuales, sin perjuicio de los derechos de los autores sobre cada una de las obras que forman parte de esas colecciones.